# Zapotèque de Lapaguía-Guivini
Le zapotèque de Lapaguía-Guivini (ou zapotèque de Santiago Lapaguía) est une variété de la langue zapotèque parlée dans l'État de Oaxaca, au Mexique.

## Localisation géographique
Le zapotèque de Lapaguía-Guivini est parlé dans les villes de Santiago Lapaguía, San Felipe Lachillo, La Merced del Potrero et San Juan Guivini, au sud-est du district de Miahuatlán (en), dans l'État de Oaxaca, au Mexique,.

## Dialectes
Il existe les dialectes de Guivini et de Lapaguía, qui sont intelligibles à 90%.

## Intelligibilité avec les variétés du zapotèque
Les locuteurs du zapotèque de Lapaguía-Guivini ont une intelligibilité de 43 % du zapotèque de Mixtepec (le plus similaire).